# Джерела в Лозах
Джере́ла в Лоза́х — гідрологічна пам'ятка природи місцевого значення в Україні.

## Розташування
Розташоване на території Божиківської сільради Тернопільського району Тернопільської області на лівому опуклому схилі широкої балки на висоті 20-25 метрів від дна балки на західній околиці хутора Лози в урочищі «Бунчуків Кут».

## Пам'ятка
Оголошені об'єктом природно-заповідного фонду рішенням Тернопільської обласної ради від 18 березня 1994 р. Початкова назва — «Джерела в Лозах зі ставком», офіційно перейменовані рішенням № 75 другої сесії Тернопільської обласної ради шостого скликання від 10 лютого 2016 року.
Перебуває у віданні Божиківської сільради.
Площа — 1,50 га.
Два потужних джерела питної води, накриті дерев'яними брусами, навколо джерел парості верболозу.